# Кульженко Поліна Аркадіївна
Поліна Аркадіївна Кульженко (до шлюбу Голубко́ва; нар. 1891, Київ — пом. 1984, Кострома) — українська музейниця, мистецтвознавиця.

## Маловідома біографія
Народилась в єврейській родині. Дружина українського видавця Василя Стефановича Кульженка (1865—1934).
Навчалась у гімназії С. Львової, на розі Хрещатика і Прорізної – в будинку, перебудованому Владиславом Городецьким, де була одна з популярних київських кондитерських «Жорж». З 1909 року працювала у Художньо-промисловому музеї. У 1920-і почала викладати, посіла визначне місце серед мистецтвознавців Києва.

 
Вирізнялась освіченістю, широтою поглядів, відданістю мистецтву. Володіла персональною бібліотекою в 1.500 томів, мала 2.500 діапозитивів з історії образотворчих мистецтв, меблі з червоного дерева і карельської берези. Оселю музейника прикрашав відливок уславленої скульптури доби еллінізму — Венери Мілоської, зроблений у майстернях Лувру (Париж).
У 1921-32 роках водила екскурсії по Києву – працювала в Лекційно-екскурсійному бюро Окрполітосвіти, Українському екскурсійному товаристві та (1930) Київській філії Всеукраїнського товариства пролетарського туризму та екскурсій «Укртуре». Разом провела 1100 екскурсій-лекцій... Мистецькі явища вона вміла живописати словом. Розповідала дуже картинно, яскраво, буквально чарувала своїх слухачів... дратувала декого своєю віддачею: «Адже вона любить своїх екскурсантів»!
Під час німецької окупації Києва призначена директоркою Київської картинної галереї.

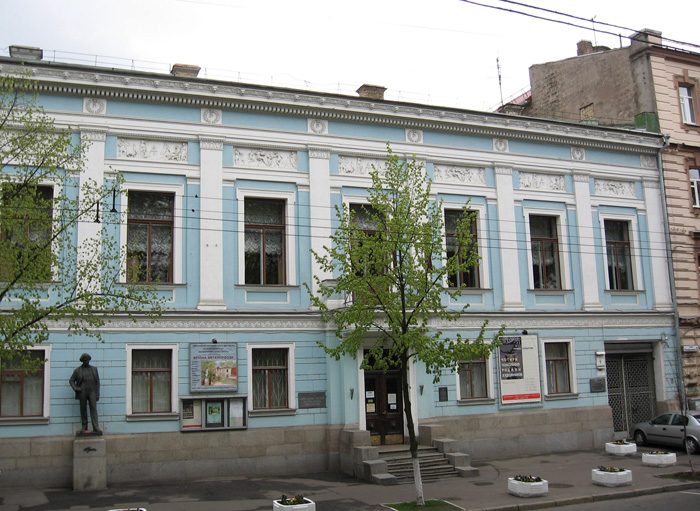
Національний музей «Київська картинна галерея», де працювала Кульженко

До 22 вересня 1943 року не покидала окупований німцями Київ. Працювала в музеї разом з небагатьма працівниками, що залишились в Києві.
Після пограбувань музею взялася супроводжувати вивіз коштовних експонатів, бо враховувала можливість їх загибелі в воєнну добу. В партії, призначеній до вивозу, було близько 1.500 творів мистецтва, зокрема Михайла Врубеля, Івана Айвазовського, 200 ікон, графічні твори. Заради цього покинула напризволяще оселю з персональною бібліотекою, збіркою діапозитивів, відливком Венери Мілоської. Пізніше це було розцінено радянською владою як співпраця з загарбниками.
В червні 1945  після перевірок НКВС повернулася з окупованих територій в село Синявине, де працювала на цукровому заводі.
Її засудили до ув'язнення 1946 на десять років таборів. Важкий тягар звинувачень був посиленим через припущення, що Кульженко знала про місце схованки уславленої Бурштинової кімнати, вивезеної в Кенігсберг із Царського Села. Але вона не працювала в Царському Селі і не перебувала там під час евакуації кімнати.
НКВС примусово переселив Кульженко в Росію, де вона 10 років працювала в Ярославській виправно-трудовій установі (в'язниці). Після цього (через заборону жити в столицях союзних республік СРСР) оселилась в місті Кострома. Не маючи своєї оселі, мешкала у знайомої, працювала і переказувала зароблені гроші на рахунки музеїв Києва.
Померла у віці 93 роки в будинку для самотніх і перестарілих.
Поліна Кульженко вела приватні щоденники, що зберігаються в російських архівах. Зроблені П. А. Кульженко описи творів мистецтва, наукові паспорти та картки були знайдені після війни та стали базою для створення переліків творів мистецтва, що підлягали поверненню в Росію з Німеччини (реституція).
Поліна Кульженко — персонаж декількох ворожо щодо неї написаних статей і книжок доби СРСР, серед яких «Тайна Янтарной комнаты» (автор — Кролевський В.), де засуджену на той час Поліну Кульженко виведено під прізвищем Руденко. Реальної Поліни Кульженко вони не стосуються ні за документами, ні біографічно.